# دراپ دد فرد
دراپ دد فرد (به انگلیسی: Drop Dead Fred) یا فرد لعنتی فیلمی محصول سال ۱۹۹۱ و به کارگردانی آته دی جونگ است. در این فیلم بازیگرانی همچون فوبه کیتس، ریک مایال، مارشا ماسون، تیم ماتسون، کری فیشر، اشلی پلدن، ران الدارد، الینور موندیل و بریجیت فوندا ایفای نقش کرده‌اند.